# 瓦罕县

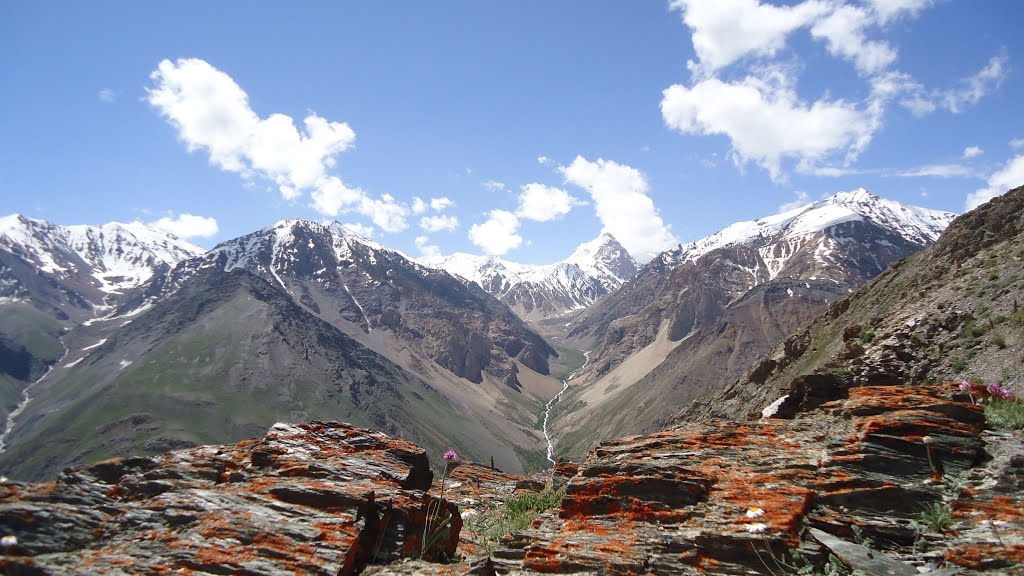
瓦罕县的自然风光

瓦罕县是东阿富汗巴达赫尚省下辖的28个县之一，总人口约为13000人。 该县北接塔吉克斯坦，南邻巴基斯坦，东与中国相邻。首府为汉杜德，人口1244人。